# Johannisturm (Warburg)

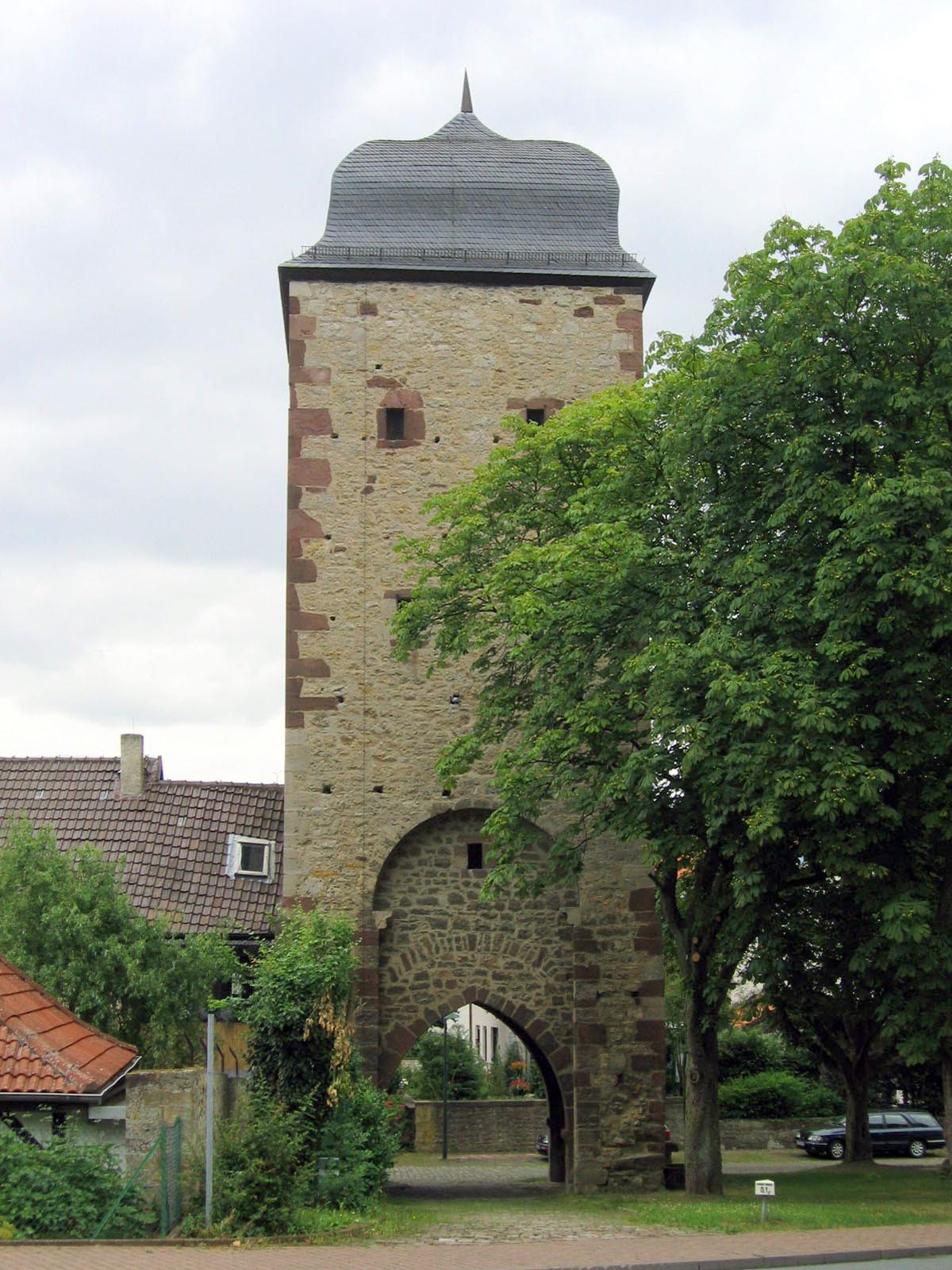
Johannisturm

Der Johannisturm ist Teil der um 1226 erstmals erwähnten mittelalterlichen Stadtbefestigung der Altstadt von Warburg. 
Der noch bestehende Torturm mit quadratischem Grundriss sicherte den westlichen Zugang zur Altstadt von Warburg. Er wurde im 14. Jahrhundert errichtet und ist nach einer ehemaligen Johanneskapelle einer 1622 zerstörten Vorstadt benannt. An der Feldseite befindet sich über dem spitzbogigen Tor eine hohe, rundbogige Mauerblende mit innenliegendem Falz, der zur Führung eines Fallgitters gedient hat. Zur Stadtseite ist noch ein Teil des ehemaligen steinernen Wehrgangs erhalten, von dem aus eine Tür in das Innere führt. An der Südwand des Turmes ist ein Ansatz der weiteren Stadtmauer sichtbar, aus dem hervorgeht, dass diese eine Höhe von über 6 m bei einer Stärke von 1,80 m gehabt hat. Auf der Innenseite der Mauer verlief der Wehrgang, der mit einer steinernen Brustwehr von 0,50 m Stärke geschützt war. 
In etwa 3 m Höhe rechts neben dem Tor ist ein Eckquader mit einem Steingesims überdacht. Darunter befindet sich ein eingestemmtes Scheibenkreuz mit der Inschrift in den vier Feldern: „ORATE PRO VIRO L(...)O(...)BAR VRADE(...)ET VXORE ET XV PVUERIS EORVM“ (Betet für den Mann L...., seine Gattin und ihre 15 Kinder). Es handelt sich offenbar um eine Gebetsaufforderung für eine Familie, die möglicherweise zur Errichtung des Turmes gespendet hat. 
Die geschweifte Haube stammt aus dem 17. Jahrhundert.